# Deropeltis brevipennis
Deropeltis brevipennis är en kackerlacksart som beskrevs av Robert Walter Campbell Shelford 1909. Deropeltis brevipennis ingår i släktet Deropeltis och familjen storkackerlackor.
Artens utbredningsområde är Etiopien. Inga underarter finns listade i Catalogue of Life.